# 알리샤 클라스

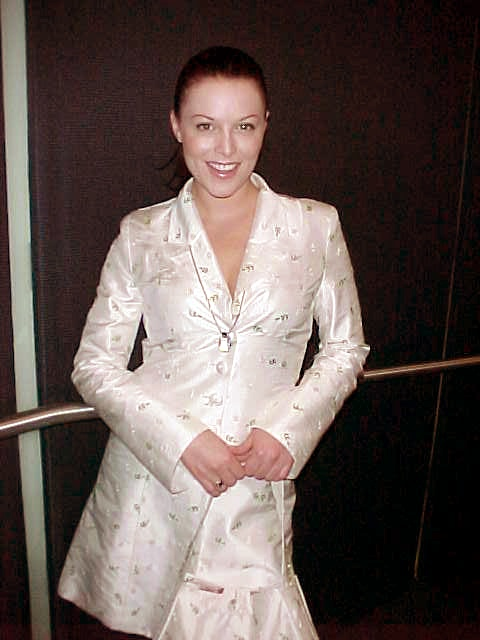
알리샤 클라스

알리샤 클라스(Alisha Klass, 1972년 1월 3일 ~ )는 미국의 여자 포르노 배우이다. 캘리포니아주 치노 출신.